# قوس النصر (بوخارست)
قوس النصر في بوخارست، رومانيا (بالرومانية: Arcul de Triumf) بني في فترة 1921-1922 في فترة حكم الملك فريديناند الأول والملكة ماريا, وصمم من قبل المعماري بتري انطونيسكو، ويرمز لانتصار القوات الرومانية في الحرب العالمية الأولى .